# 3512 Eriepa
A 3512 Eriepa (ideiglenes jelöléssel 1984 AC1) a Naprendszer kisbolygóövében található aszteroida. Joe Wagner fedezte fel 1984. január 8-án.